# EcoZoom
EcoZoom — американское социальное предприятие, которое продаёт  работающие на биомассе плиты для приготовления пищи, разработанные некоммерческой организацией Aprovecho (Орегон). Продукция EcoZoom использует меньше дров, угля и биомассы, она рассчитана на потребителей с низкими доходами из развивающихся стран (в США и Европе она продаётся как товары для пикников и для готовки в чрезвычайных ситуациях). Плиты компании не только оберегают здоровье поваров, которые не вдыхают вредный дым, но и позволяют сократить вырубку лесов и выбросы парниковых газов в атмосферу. Штаб-квартира EcoZoom расположена в Портленде, а международный офис, отвечающий за продажи в Африке, базируется в Найроби (Кения).

## История
В 2011 году бывший менеджер Бен Вест, получавший тогда степень магистра делового администрирования в Орегонском университете, встретил представителя некоммерческой организацией Aprovecho. Организация нуждалась в помощи с коммерциализацией своих эффективных и экономных плит, разработанных для развивающихся стран, и Бен Вест основал стартап EcoZoom для продвижения этой продукции (стартовый капитал состоял из личных сбережений семьи Веста и беспроцентной ссуды от благотворительной организации Mercy Corps). Бизнес-модель объединила производителя в Китае и сеть дистрибьюторов, которые продают плиты конечным потребителям. Вскоре после основания EcoZoom получила статус B Corporation, что свидетельствовало о её соответствии всем социальным и экологическим требованиям.
В 2012 году EcoZoom присоединилась к Portland State University Social Innovation Incubator Vector Program, а также реализовала крупный проект в Мексике (поставка 10 тыс. плит для сокращения готовки на открытом огне в бедных районах), в 2013 году открыла офис в Найроби для продвижения на африканский рынок (кроме плит в Африке компания продаёт также солнечные фонари, фильтры для воды и гигиенические прокладки).